# Fola Adeola

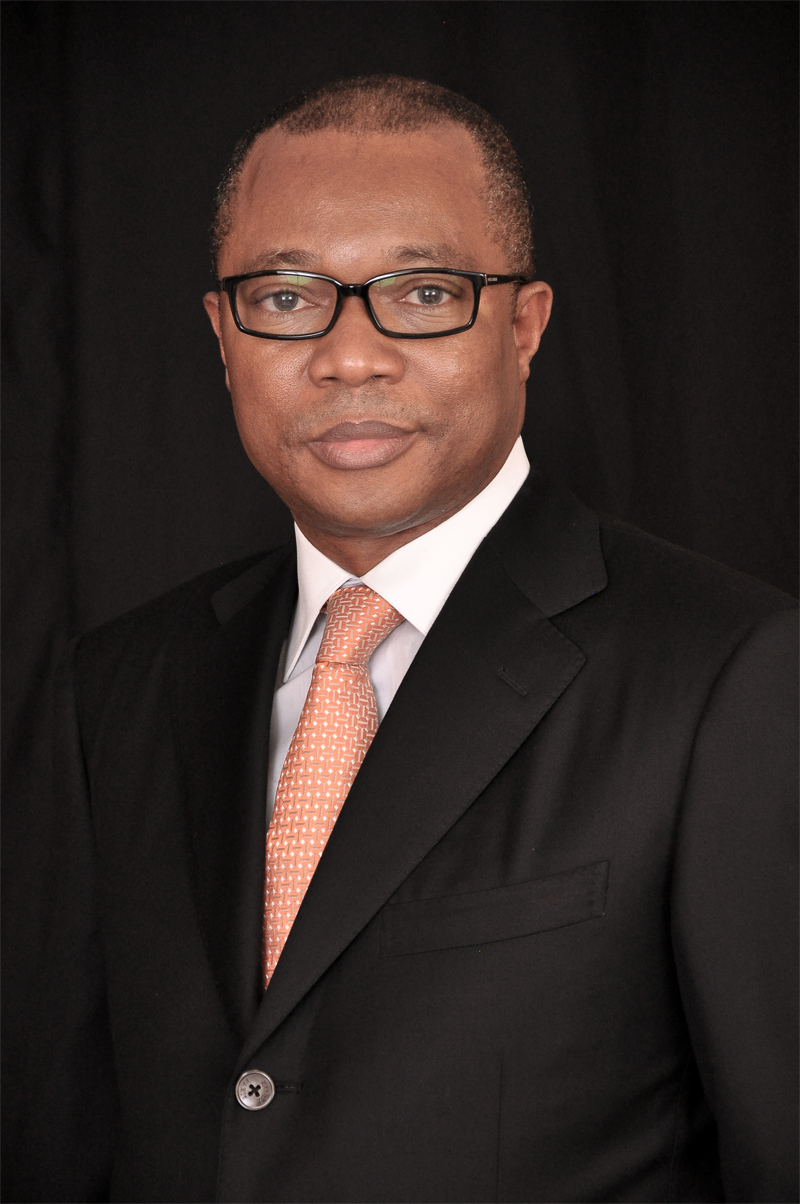
Tajudeen Afolabi Adeola

Tajudeen Afolabi Adeola (* 1. Januar 1954 im Bundesstaat Ogun, Nigeria) war 2011 Vize-Präsidentschaftskandidat in Nigeria. Er ist studierter Wirtschaftsprüfer.

## Leben
Fola Adeola wurde 1954 als fünftes von siebzehn Kindern geboren. Sein Vater war bei einer Bank beschäftigt. Adeola begann seine Ausbildung an der St Paul's school BreadFruit, Lagos und setzte sie in einer Sekundarstufe an der Methodist Boys High School, Lagos, fort. 1975 schloss er eine Ausbildung im Rechnungswesen am Yaba College of Technology ab. Es folgte ein Trainingsprogramm für Wirtschaftsprüfung und Beratung bei Deloitte und D.O. Dafinone & Company, auf das hin er amtlich zugelassener Wirtschaftsprüfer wurde.

## Politik
Fola Adeola war einer von 19 Vize-Kandidaten der Präsidentschaftswahlen in Nigeria 2011. Er trat gemeinsam mit Präsidentschaftskandidat Nuhu Ribadu für den Action Congress of Nigeria (ACN) an.